# خرمالو روبه‌روبرگ
خرمالو روبه‌روبرگ (نام علمی: Diospyros oppositifolia) نام یک گونه از سرده خرمالو است.